# Jackson Pollock

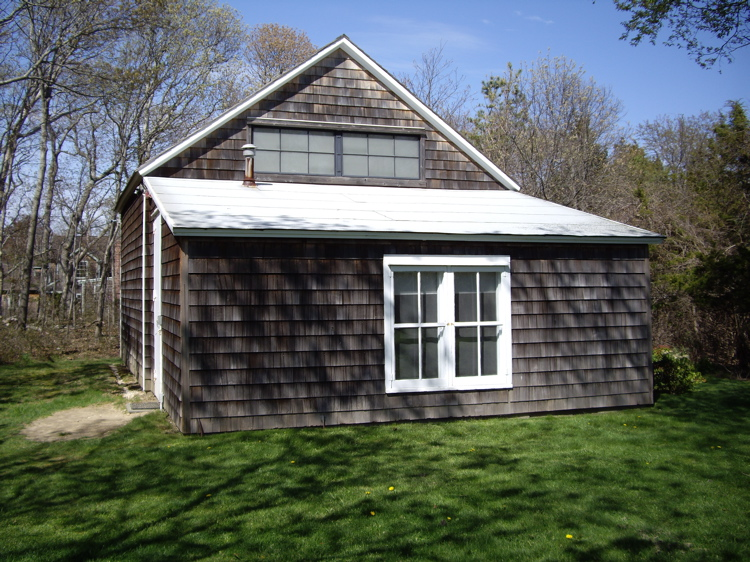
Jackson Pollock első műterme Springben, New York

Paul Jackson Pollock (Cody, Wyoming, 1912. január 28. – East Hampton, New York, 1956. augusztus 11.) amerikai festőművész, az absztrakt expresszionizmus, illetve tasizmus kiemelkedő alakja. Alkotói módszere az ún. action painting, ami azt jelentette, hogy műveit spontán, automatikus módon, a festék csurgatásával, fröcskölésével és kaparásával hozta létre. Tulajdonképpen a szürrealista automatikus írás módszerét fejlesztette tovább. Gyakran idegen anyagokat, darált üveget, homokot és mást kevert a festékbe, vagy szórt a képre, amivel vad, újszerű faktúrát teremtett.

## Élete, munkássága
1912-ben született egy wyomingi kisvárosban, szülei ötödik gyermekeként. Apja farmer, majd földmérő volt. Gyermekkorát Arizonában és Kaliforniában töltötte, képzőművészetet 1925-től Los Angelesben, a Manual Arts High School-ban tanult. Sokat olvasott és festett, de két év múlva kicsapták, felforgató elemnek tartották. 1929-ben – Charles bátyja rábeszélésére – New Yorkba költözött, ahol az Art Students League hallgatója és Thomas Hart Benton tanítványa lett. Bentonnak komoly hatása lehetett Pollockra, ha nem is realista stílusával, hanem azzal, hogy rávilágított az eredeti amerikai festészet, az európai hagyományoktól elszakadó amerikai festészet létrejöttének fontosságára. Felfedezte az amerikai indián művészetet, a mexikói freskófestészetet, ami mind befolyásolta művészete alakulását. 1936-tól szertelen, fél-absztrakt képeket festett. Pollock 1943-tól – miután megtanulta a freskófestés technikáját – annak a WPA Federal Art Project-nek dolgozott, amely rengeteg képzőművészt alkalmazott festmények, plakátok és murális munkák megalkotására.
Első jelentősebb művei szürrealisztikus, szexuális vagy mitologikus témájú darabok („Férfi és Nő”, 1942; „A titkok őrzői”, 1943; „Totem I és II”, 1944). Peggy Guggenheim 1943-ban rendezte első kiállítását, és Pollock ettől kezdve 1947-ig az Art of this Century nevű galériájának dolgozott.

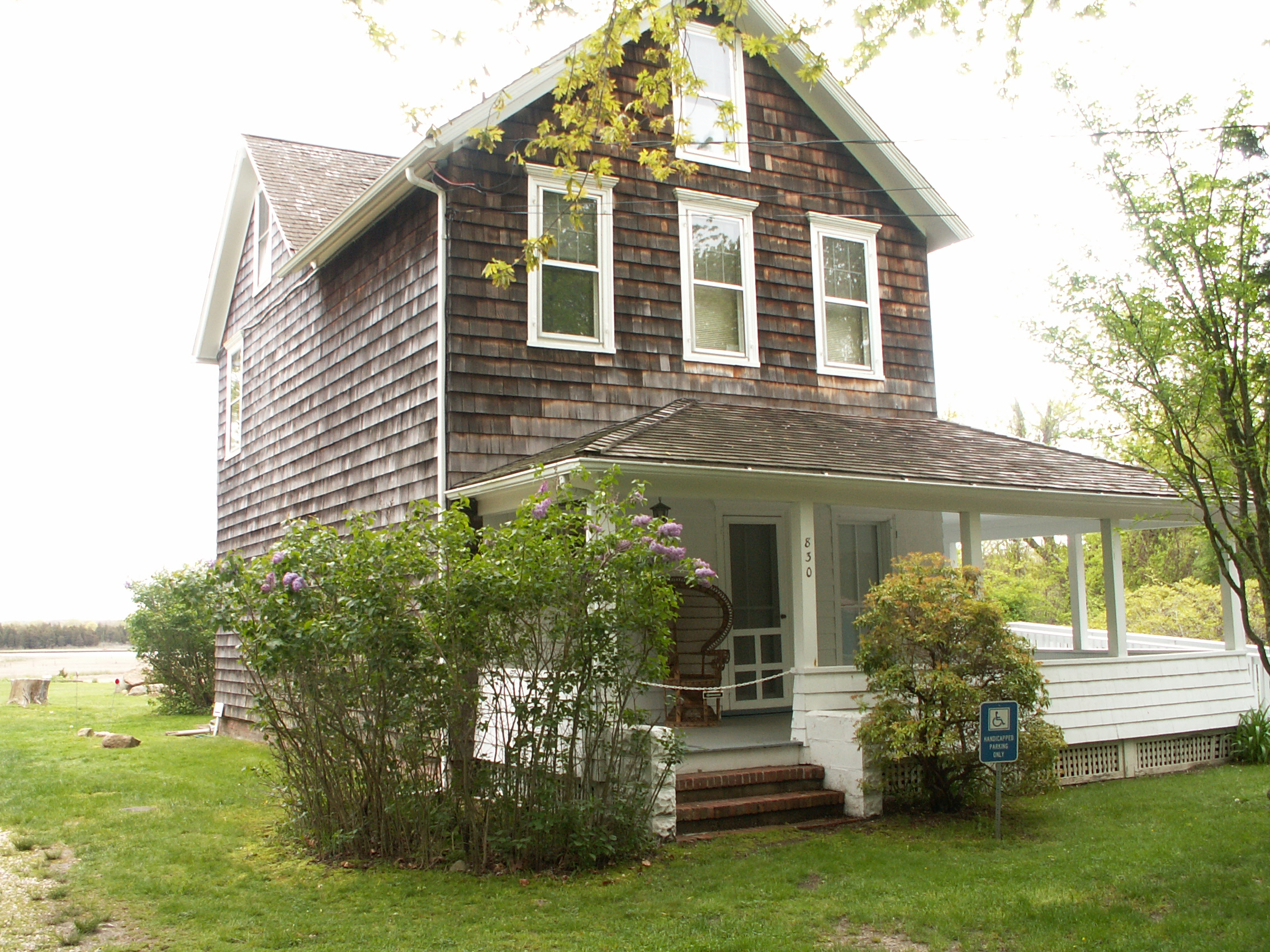
Jackson Pollock és felesége háza, műterme Springben, ma múzeum

Pollock 1944-ben megnősült, felesége Lee Krasner, orosz-zsidó származású festőművész volt, aki ettől kezdve segítette férje munkáját, miközben maga is hasonló stílusban festett. Long Islanden, egy pici falucskába, Springsbe költöztek, ahol Peggy Guggenheim segítségével vásároltak egy faházat és egy fából készült pajtát. Utóbbi lett Pollock műterme, ahol rendelkezésre álltak mindazok a lehetőségek, amelyek segítségével kifejleszthette spontán festészetét. Pollock már 1936-ban, egy Siqueiros, a mexikói festő által szervezett tapasztalatcserén felvetette a folyékony festékekkel való kísérletezés lehetőségét, és az 1940-es évek elején már alkalmazta is ezt a technikát. Springsbe költözése után a padlóra festette nagyméretű vásznait, és csorgatásos-csöpögtetéses („dripping”) technikával készítette alkotásait. Ehhez a módszerhez folyékony festékre volt szükség, ezért Pollock szintetikus lakkfestéket használt. Amikor valamilyen eszközt is használt, akkor keménysörtéjű ecseteket, keféket, pálcákat, vakolókanalat és orvosi fecskendőt vett a kezébe. Technikáját akció-festészetnek nevezte. Az 1947 utáni években már az érett Pollockra jellemző képek kerülnek ki a műterméből („Katedrális”, 1947; „Nyár”, 1948; „Numero II”, 1949; „Levendula köd”, 1950). Pollock munkamódszerét Hans Namuth filmes rövidfilmben örökítette meg, amiből kiderült, hogy Pollock módszere az ellenőrzött automatizmus volt: a véletlennek igen kis szerepe volt, olyan technika, amely nem szabott gátat a pillanat ellenőrizhetőségének, tudta, hogy mit akart elérni, és azt is valósította meg.
Pollock 1950-től, nagyjából két évig kizárólag fekete-fehér képeket készített („Numero 32, 1950”; „Visszhang”, 1951; „Numero 7”, 1952). Ezután azonban ismét visszatért a színekhez („Konvergencia”, 1952; „Kék pólusok”, 1953). Ezt követően tovább kísérletezett, új utakat keresett („Mélység”, 1953, fekete lyuk fehér alapon), de életének ebben a szorongásos, alkoholizmusba forduló időszakában már keveset alkotott. 1956-ban autóbalesetben vesztette életét.

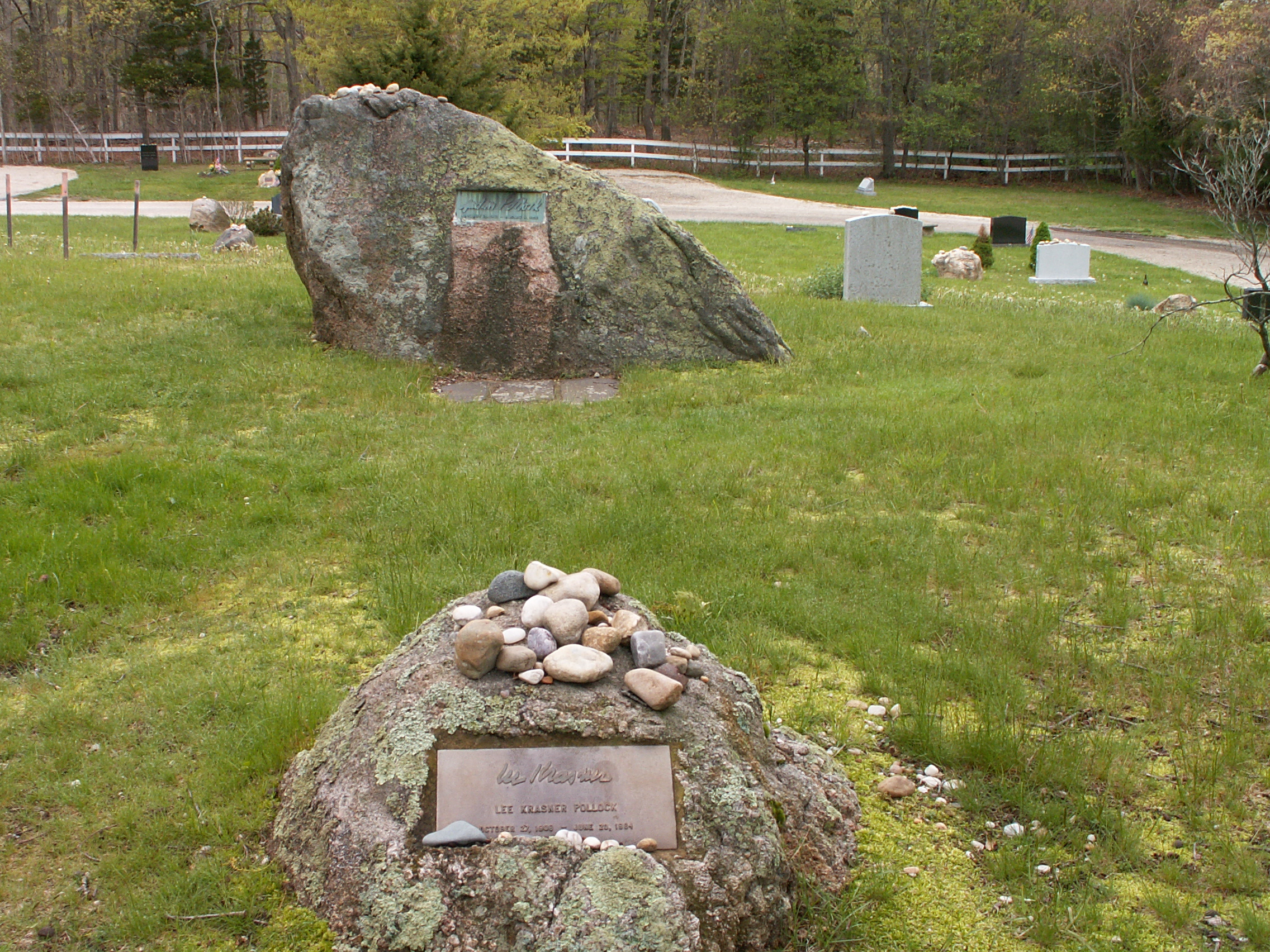
Jackson Pollock (háttérben levő sírhalom) és felesége sírja (előtérben) Springben, New York

Életéről 2000-ben film készült Pollock címmel, Ed Harris rendezésében és főszereplésével.